# 鞍馬天狗
鞍馬天狗（くらまてんぐ）是傳說中住在鞍馬山的奧之僧正谷的大天狗。別名鞍馬山僧正坊。
以傳授牛若丸（源義經）劍術的傳說廣為人知。也和鬼一法眼被視為同一人。

## 鞍馬寺的鞍馬天狗
從天台宗獨立的鞍馬弘教將鞍馬寺三身一體的本尊尊天（毘沙門天王・千手觀世音菩薩・護法魔王尊）中的護法魔王尊和鞍馬山僧正坊視為同一人。

## 關連創作
- 鞍馬天狗 - 取材自鞍馬天狗的能劇演目。五番目物之天狗物。
- 鞍馬天狗 - 大佛次郎作的時代小說。但是，舞台和小說內容和鞍馬天狗無關，只是主人公自稱鞍馬天狗。